# Adilson da Cruz
Adilson da Cruz, noto come Neblú (Luanda, 16 dicembre 1993), è un calciatore angolano, portiere del Primeiro de Agosto e della Nazionale angolana.

## Carriera

### Club
Ha sempre giocato per club angolani.

### Nazionale
Ha esordito con la nazionale angolana nel 2012. Ha preso parte alla Coppa d'Africa 2013 ed alla Coppa d'Africa 2023.

## Statistiche

### Cronologia presenze e reti in nazionale
| Cronologia completa delle presenze e delle reti in nazionale ― Angola | Cronologia completa delle presenze e delle reti in nazionale ― Angola | Cronologia completa delle presenze e delle reti in nazionale ― Angola | Cronologia completa delle presenze e delle reti in nazionale ― Angola | Cronologia completa delle presenze e delle reti in nazionale ― Angola | Cronologia completa delle presenze e delle reti in nazionale ― Angola | Cronologia completa delle presenze e delle reti in nazionale ― Angola | Cronologia completa delle presenze e delle reti in nazionale ― Angola |
| Data                                                                  | Città                                                                 | In casa                                                               | Risultato                                                             | Ospiti                                                                | Competizione                                                          | Reti                                                                  | Note                                                                  |
| --------------------------------------------------------------------- | --------------------------------------------------------------------- | --------------------------------------------------------------------- | --------------------------------------------------------------------- | --------------------------------------------------------------------- | --------------------------------------------------------------------- | --------------------------------------------------------------------- | --------------------------------------------------------------------- |
| 16-5-2012                                                             | Luanda                                                                | Angola                                                                | 0 – 0                                                                 | Zambia                                                                | Amichevole                                                            | -                                                                     | 84’                                                                   |
| 29-5-2012                                                             | Estoril                                                               | Angola                                                                | 0 – 0                                                                 | Macedonia                                                             | Amichevole                                                            | -                                                                     |                                                                       |
| 3-6-2012                                                              | Cabinda                                                               | Angola                                                                | 1 – 1                                                                 | Uganda                                                                | Qual. Mondiali 2014                                                   | -1                                                                    |                                                                       |
| 28-3-2017                                                             | Buffalo City                                                          | Sudafrica                                                             | 0 – 0                                                                 | Angola                                                                | Amichevole                                                            | -                                                                     | 80’                                                                   |
| 25-6-2017                                                             | Saulspoort                                                            | Mauritius                                                             | 0 – 1                                                                 | Angola                                                                | Coppa COSAFA 2017 - 1º turno                                          | -                                                                     |                                                                       |
| 29-6-2017                                                             | Rustenburg                                                            | Malawi                                                                | 0 – 0                                                                 | Angola                                                                | Coppa COSAFA 2017 - 1º turno                                          | -                                                                     |                                                                       |
| 24-3-2018                                                             | Ndola                                                                 | Zimbabwe                                                              | 2 – 2                                                                 | Angola                                                                | Amichevole                                                            | -2                                                                    |                                                                       |
| 5-7-2022                                                              | Durban                                                                | Angola                                                                | 3 – 1                                                                 | Comore                                                                | Coppa COSAFA 2022 - 1º turno                                          | -1                                                                    |                                                                       |
| 10-7-2022                                                             | Durban                                                                | Botswana                                                              | 1 – 0                                                                 | Angola                                                                | Coppa COSAFA 2022 - 1º turno                                          | -1                                                                    |                                                                       |
| 24-7-2022                                                             | Beau Bassin-Rose Hill                                                 | Mauritius                                                             | 0 – 2                                                                 | Angola                                                                | Campionato delle Nazioni Africane 2022 - 1º turno                     | -                                                                     |                                                                       |
| 30-7-2022                                                             | Luanda                                                                | Angola                                                                | 1 – 0                                                                 | Mauritius                                                             | Campionato delle Nazioni Africane 2022 - 1º turno                     | -                                                                     |                                                                       |
| 28-8-2022                                                             | Luanda                                                                | Angola                                                                | 2 – 0                                                                 | Sudafrica                                                             | Campionato delle Nazioni Africane 2022 - 2º turno                     | -                                                                     |                                                                       |
| 4-9-2022                                                              | Soweto                                                                | Angola                                                                | 1 – 4                                                                 | Sudafrica                                                             | Campionato delle Nazioni Africane 2022 - 2º turno                     | -1                                                                    |                                                                       |
| 17-11-2022                                                            | Soweto                                                                | Angola                                                                | 1 – 0                                                                 | Botswana                                                              | Amichevole                                                            | -                                                                     |                                                                       |
| 23-3-2023                                                             | Kumasi                                                                | Ghana                                                                 | 1 – 0                                                                 | Angola                                                                | Qual. Coppa d'Africa 2023                                             | -1                                                                    |                                                                       |
| 27-3-2023                                                             | Luanda                                                                | Angola                                                                | 1 – 1                                                                 | Ghana                                                                 | Qual. Coppa d'Africa 2023                                             | -1                                                                    |                                                                       |
| 17-6-2023                                                             | Douala                                                                | Rep. Centrafricana                                                    | 1 – 2                                                                 | Angola                                                                | Qual. Coppa d'Africa 2023                                             | -1                                                                    |                                                                       |
| 7-9-2023                                                              | Lubango                                                               | Angola                                                                | 0 – 0                                                                 | Madagascar                                                            | Qual. Coppa d'Africa 2023                                             | -                                                                     |                                                                       |
| 12-9-2023                                                             | Teheran                                                               | Iran                                                                  | 4 – 0                                                                 | Angola                                                                | Amichevole                                                            | -4                                                                    |                                                                       |
| 17-10-2023                                                            | Setúbal                                                               | Angola                                                                | 0 – 0                                                                 | RD del Congo                                                          | Amichevole                                                            | -                                                                     |                                                                       |
| 16-11-2023                                                            | Praia                                                                 | Capo Verde                                                            | 0 – 0                                                                 | Angola                                                                | Qual. Mondiali 2026                                                   | -                                                                     |                                                                       |
| 21-11-2023                                                            | Distretto di Moka                                                     | Mauritius                                                             | 0 – 0                                                                 | Angola                                                                | Qual. Mondiali 2026                                                   | -                                                                     |                                                                       |
| 10-1-2024                                                             | Dubai                                                                 | Bahamas                                                               | 0 – 3                                                                 | Angola                                                                | Amichevole                                                            | -                                                                     |                                                                       |
| 15-1-2024                                                             | Bouaké                                                                | Algeria                                                               | 1 – 1                                                                 | Angola                                                                | Coppa d'Africa 2023 - 1º turno                                        | -1                                                                    |                                                                       |
| 20-1-2024                                                             | Bouaké                                                                | Mauritania                                                            | 2 – 3                                                                 | Angola                                                                | Coppa d'Africa 2023 - 1º turno                                        | -2                                                                    |                                                                       |
| 23-1-2024                                                             | Yamoussoukro                                                          | Angola                                                                | 2 – 0                                                                 | Burkina Faso                                                          | Coppa d'Africa 2023 - 1º turno                                        | -                                                                     | 88’                                                                   |
| 27-1-2024                                                             | Bouaké                                                                | Angola                                                                | 3 – 0                                                                 | Namibia                                                               | Coppa d'Africa 2023 - Ottavi di finale                                | -                                                                     | 17’                                                                   |
| 22-3-2024                                                             | Agadir                                                                | Marocco                                                               | 1 – 0                                                                 | Angola                                                                | Amichevole                                                            | -1                                                                    |                                                                       |
| 7-6-2024                                                              | Lubango                                                               | Angola                                                                | 1 – 0                                                                 | eSwatini                                                              | Qual. Mondiali 2026                                                   | -                                                                     |                                                                       |
| 11-6-2024                                                             | Luanda                                                                | Angola                                                                | 1 – 1                                                                 | Camerun                                                               | Qual. Mondiali 2026                                                   | -1                                                                    |                                                                       |
| 5-9-2024                                                              | Kumasi                                                                | Ghana                                                                 | 0 – 1                                                                 | Angola                                                                | Qual. Coppa d'Africa 2025                                             | -                                                                     |                                                                       |
| 9-9-2024                                                              | Talatona                                                              | Angola                                                                | 2 – 1                                                                 | Sudan                                                                 | Qual. Coppa d'Africa 2025                                             | -1                                                                    |                                                                       |
| 11-10-2024                                                            | Luanda                                                                | Angola                                                                | 2 – 0                                                                 | Niger                                                                 | Qual. Coppa d'Africa 2025                                             | -                                                                     |                                                                       |
| 15-10-2024                                                            | Niamey                                                                | Niger                                                                 | 0 – 1                                                                 | Angola                                                                | Qual. Coppa d'Africa 2025                                             | -                                                                     |                                                                       |
| 15-11-2024                                                            | Talatona                                                              | Angola                                                                | 1 – 1                                                                 | Ghana                                                                 | Qual. Coppa d'Africa 2025                                             | -1                                                                    |                                                                       |
| 18-11-2024                                                            | Bengasi                                                               | Sudan                                                                 | 0 – 0                                                                 | Angola                                                                | Qual. Coppa d'Africa 2025                                             | -                                                                     |                                                                       |
| 20-3-2025                                                             | Bengasi                                                               | Libia                                                                 | 1 – 1                                                                 | Angola                                                                | Qual. Mondiali 2026                                                   | -1                                                                    |                                                                       |
| 25-3-2025                                                             | Luanda                                                                | Angola                                                                | 1 – 2                                                                 | Capo Verde                                                            | Qual. Mondiali 2026                                                   | -2                                                                    |                                                                       |
| Totale                                                                |                                                                       | Presenze                                                              | 38                                                                    |                                                                       | Reti                                                                  | -23                                                                   |                                                                       |

## Palmarès

### Club

#### Competizioni nazionali
- Girabola: 1

Primeiro de Agosto: 2016